# Катастрофа CL-44 в Дананге
Катастрофа CL-44 в Дананге — крупная авиационная катастрофа грузового самолёта Canadair CL-44D4-1 американской авиакомпании Flying Tiger Line, произошедшая в субботу 24 декабря 1966 года близ Дананга (Южный Вьетнам), в которой в общей сложности погибли 111 человек. Это первая и крупнейшая катастрофа в истории самолёта Canadair CL-44.

## Самолёт

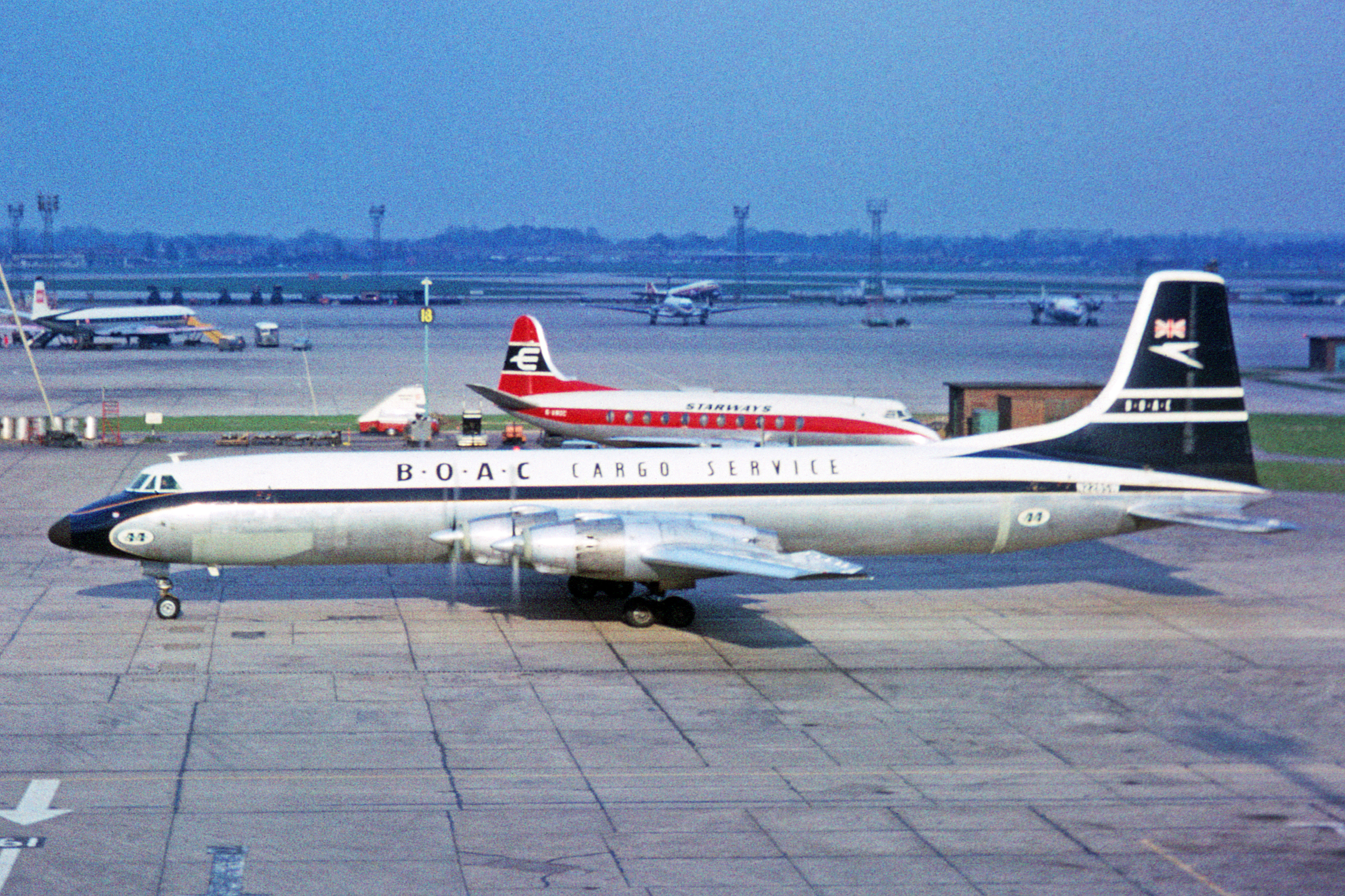
Разбившийся самолёт в 1964 году (в период эксплуатации в BOAC)

CL-44D4-1 с заводским номером 31 производства канадской компании «Canadair» совершил свой первый полёт 14 апреля 1962 года и на период испытаний получил регистрационный номер CF-OFH-X. Его приобрела американская авиакомпания Seaboard World Airways (SWA), где после перерегистрации лайнер 18 июня получил бортовой номер N228SW. 30 сентября 1963 года борт N228SW был взят в лизинг британской национальной авиакомпанией British Overseas Airways Corporation (BOAC). 31 октября 1965 года самолёт вернулся к SWA, а через 3 дня вновь был сдан в лизинг, но на сей раз американской авиакомпании Flying Tiger Line, где он до момента катастрофы эксплуатировался 1 год и 2 месяца. Точные данные о наработке самолёта (количество циклов «взлёт-посадка» и часов налёта) неизвестны.

## Экипаж
- Командир воздушного судна (КВС) — 51-летний Фрэнк Л. Хокинс (англ. Frank L. Hawkins).
- Второй пилот — 33-летний Майкл Р. Джексон (англ. Michael R. Jackson).
- Штурман — 32-летний К. Г. Тюн (англ. C. G. Tune).
- Бортинженер — 44-летний Ллойд Дж. Мур (англ. Lloyd J. Moore).

## Катастрофа
Самолёт выполнял грузовой рейс из Татикавы (Япония) в Дананг (Южный Вьетнам), а на его борту помимо военного груза находился только экипаж в составе четырёх человек. К Данангу самолёт подошёл в 19:00, уже в сумерках; к этому времени в регионе шёл сильный дождь, а видимость была недостаточной для нормальной посадки. Однако запас авиатоплива на борту был уже очень низким, из-за чего экипаж отказался от ухода на запасной аэродром и начал заходить на посадку. Летя сквозь дождь, экипаж надеялся получить помощь от радиолокатора в аэропорту. Но в 19:15 в полутора километрах от аэропорта CL-44 зацепил верхушки деревьев, после чего, потеряв скорость, упал на землю и, промчавшись по ней на протяжении 270 метров, полностью разрушился и сгорел. Все 4 пилота на его борту погибли. Помимо этого, промчавшись почти 300 метров по земле, самолёт снёс 66 соломенных хижин, при этом погибли 107 местных жителей. Таким образом, всего в катастрофе погибли 111 человек, также получили ранения на земле ещё 50 человек. В некоторых источниках, в том числе и базе Национального совета по безопасности на транспорте (NTSB), место катастрофы указано под старым названием Дананга — Туран (фр. Tourane).
На то время это была крупнейшая авиакатастрофа во Вьетнаме, в настоящее время третья (после катастроф в Кхамдыке и близ Таншоннята, по 155 погибших). Тем не менее катастрофа близ Дананга остаётся крупнейшей в истории авиакомпании Flying Tiger Line, а также является первой и крупнейшей катастрофой в истории самолёта Canadair CL-44.

## Расследование
Расследованием причин катастрофы занималась вьетнамская комиссия, которая пришла к заключению, что катастрофа произошла из-за ошибки американского экипажа, который не следил за высотой на заключительном этапе посадки. Также высказывались версии, что самолёт потерял высоту из-за попадания в сдвиг ветра, либо что он был сбит, однако эти варианты не нашли подтверждения.